# Utena
Utena (少女革命ウテナ, Shōjo Kakumei Utena) és una sèrie de manga i anime escrita per Chiho Saitō i Be Papas. L'anime es compon de 39 capítols i narra la història d'una noia que arriba a l'Acadèmia Ohtori, la Utena. Aquesta noia està lligada a un record de la seva infància: el record d'un príncep que la salva i li dona un anell amb el gravat d'una rosa, símbol de força i de noblesa, que el fan característic. A partir d'aquell dia, Utena decideix transformar-se en un príncep. En arribar a l'escola, aquell anell la farà participant d'una mena de duels en què el guanyador obté la Núvia de la Rosa, Anthy Himemiya. La "Núvia de la Rosa" està obligada a complir les ordres del guanyador qui, a part, també obtindrà el poder per revolucionar el món.
El manga està format per 6 llibres, on s'explica una història semblant però amb un final diferent.
Primer va ser el manga, després l'anime i al final es va fer una pel·lícula, Utena, la noia revolucionària. Apocalipsi adolescent. El manga començà a publicar-se el 1996 per la revista Ciao i l'anime va ser emès per primera vegada el 1997. L'anime i el manga van ser creats quasi simultàniament, però, malgrat algunes similituds, van progressar en diferents direccions, no seguint el mateix desenvolupament ni expliquen la història amb els mateixos detalls. Degut a l'èxit també se n'ha fet una pel·lícula, un musical i un videojoc. La pel·lícula Utena, la noia revolucionària. Apocalipsi adolescent va ser estrenada als cinemes el 1999. Nombroses produccions varen aparèixer a mitjans dels anys 90, incloent una comèdia musical Utena la fillette révolutionnaire protagonitzada exclusivament per dones amb un repartiment d'estil Takarazuka.
Utena té un contingut molt basat en la metafísica, el surrealisme, i les sèries al·legòriques de Magical Girl. Conté una mescla d'efectes visuals del teatre Takarazuka, el teatre d'ombres xineses, i el clàssic shōjo manga.

## Argument
La protagonista de Shoujo Kakumei Utena és Utena Tenjo, una noia que de petita va conèixer un príncep. El qual li va donar un anell i va prometre que un dia aquest mateix anell faria que es retrobessin. Utena va quedar tan impressionada d'aquella trobada que amb el temps va voler ser ella mateixa un príncep. La història comença quan Utena comença a estudiar en l'elitista Acadèmia Ohtori, sabent que el seu príncep possiblement el trobaria allí. El fet que Utena vesteixi com un noi, tingui un caràcter molt més directe i rebel que la resta de noies, a més d'un rendiment superior al dels nois en gairebé qualsevol esport, juntament amb un físic destacable, fan que Utena sigui una de les alumnes més admirades, i no trigarà a cridar l'atenció dels Membres del consell d'estudiants, els quals formen part de l'elit de l'acadèmia.
L'argument està dividit en 4 arcs o sagues, en cadascuna de les quals Utena es trobarà amb un nou repte a l'Acadèmia Ohtori (en la pel·lícula anomenada "Otori Junior High School"). En totes elles, Utena haurà de defensar el seu títol de promesa de la Núvia de la Rosa, amb la intenció de protegir l'Anthy. Els duels gairebé sempre s'inicien quan algú amb l'Emblema de la Rosa repta a l'altre posseïdor de l'emblema. Els duels tenen lloc al Coliseu dels Duels, una gran plataforma fora i molt per sobre de l'acadèmia, que només està obert als duelistes tot i que es pot albirar des del lloc de reunió del Consell d'Estudiants. La Núvia de la Rosa ha de col·locar una rosa a la solapa de les jaquetes dels duelistes, i tot seguit els duelistes es baten amb les espases fins que un dels dos guanya al desfullar la rosa del seu oponent.

## Personatges
El conjunt de personatges principalment està encapçalat per la Utena Tenjō (天上ウテナ Tenjō Utena), la protagonista de la sèrie. Una noia que sempre va vestida com un noi en record del príncep que li va salvar la vida després de la mort dels seus pares, i que li va donar un anell com a record d'aquella trobada. I al principi va sempre acompanyada de la seva millor amiga Wakaba Shinahara. Però ben aviat s'unirà a Utena la Anthy Himemiya (姫宮アンシー Himemiya Anthī), la Núvia de la rosa. El poder de la qual es disputen els duelistes al Coliseu dels Duels. Anthy té com a mascota el Chuchu (チュチュ Chuchu), una espècie d'animal que no queda clar quina espècie d'animal és, ja que és com un híbrid entre ratolí i mico petit.
Enfront trobarem a Tōga Kiryū (桐生冬芽 Kiryū Tōga), que és el president del consell d'estudiants. I en teoria el seu amic Kiōichi Saionji (西園寺莢一 Saionji Kyōichi), membre del consell d'estudiants i que està apassionadament enamorat de l'Anthy Himemiya, amb qui comparteix un diari personal. També s'hi troba en Miki Kaoru, un altre membre del Consell d'estudiants i duelista, que és a més un gran pianista i amic de l'Anthy Himemiya. I Juri Arisugawa, la Presidenta del Club d'Esgrima de l'Acadèmia Ohtori i alhora membre del consell d'estudiants, i per tant, duelista. Finalment també apareix la Nanami Kiryū, que en un principi es creu que és germana d'en Toga Kiryu, amb el qual hi té una relació molt forta, i no consentirà que cap noia se li acosti. Però malgrat tot, al decurs de la història es descobreix que en Tōga és adoptat i això desequilibra la Nanami, la qual a més participa també en els duels.

## Manga
El manga de Shōjo Kakumei Utena va ser escrit per Be Papas i il·lustrat per Chicho Saito. Van iniciar la sèrie el 1996 a la revista mensual Ciao, però més tard fou publicat en cinc volums recopilatoris per l'editorial Shogakukan. El manga va finalitzar el 1997 amb cincs volums publicats. La llicència en anglès es va fer amb la nord-americana Viz Media l'any 2000 i es va convertir en sèrie a la revista Animerica Extra en edició rústica i amb un volum addicional per a l'adaptació del film. A Catalunya arribaria a través de l'editorial especialitzada Norma Còmics.
L'anime i el manga es van crear al mateix temps (el manga el 1996 i l'anime el 1997), però malgrat algunes similituds, progressen en direccions diferents i amb personatges diferents.
El 20 de maig de 2017, Shōgakukan va anunciar que es publicaria un nou capítol anomenat "Shoujo Kakumei Utena After the Revolution" a l'edició de setembre de la revista Flower (publicada però el 28 de juliol de 2017). Shōgakukan no va precisar l'estat de més capítols que es publiquessin passat el mes de setembre tot i que se sap que Chiho Saitō està encara amb l'encàrrec de seguir dibuixant.
Els volums publicats:

### Utena, la noia revolucionària 1: Pròleg
S'explica l'arribada d'Utena a l'Acadèmia Ohtori. Abans Utena estava vivint amb la seva tieta, però un dia intueix a través d'unes postals que el seu príncep el podria trobar a l'Acadèmia Ohtori.
Utena Tenjou és una noia que, de petita, va ser salvada per un príncep, que li va donar un anell. Utena, que té molt de caràcter, força i noblesa, decideix imitar el seu príncep, per a no ser més una princesa a salvar. Un dia, apareix a la vida de la noia un jove, Aoi Wakaoji, que podria ser el príncep que tant ha buscat. A més, aquest porta un anell com el d'Utena, un Emblema de la Rosa.
Ja fa sis mesos que Utena s'ha instal·lat a l'Acadèmia Ohtori, en busca del seu príncep. Un dia, Kyoichi Saionji, el capità del club de kendo, penja a un taulell d'anuncis una carta d'amor escrita per Wakaba, la millor amiga d'Utena. Aquesta decideix desafiar el noi a un duel per a venjar la seua amiga. Però en el duel estarà molt més en joc que l'honor de Wakaba...

### Utena, la noia revolucionària 2: El curry i la gran transformació
A través del Tōga, Utena coneix l'existència dels duelistes i el misteriós reglament del codi de l'emblema de la rosa.
Comença a conèixer en Toga i d'altres personatges, que tard o d'hora la reptaran a duels.
Toga Kiryu, el president del consell d'estudiants, és ferit per Saionji mentre intenta protegir a Utena. Això fa enfadar molt a Juri, una altra duelista i presidenta del club d'esgrima, que està enamorada de Toga. Mentrestant, Toga insinua a Utena que ell podria ser el príncep que està buscant, i que està enamorat d'ella. Tot això fa acabar la paciència de Juri, que repta a Utena a un duel. Miki, un altre duelista, també s'enamora d'Utena, i això posa gelosa a la seua germana bessona Kozue. Tot plegat portarà problemes a la nostra protagonista.
Anthy decideix cuinar un plat de curry, i Chuchu el troba tan dolent, que decideix afegir a la cassola un pot sencer de curry ultra picant per a matar el gust. El resultat és tan fort que provoca una explosió que fa que les dues noies intercanvien la personalitat. Chuchu, que en un principi no entén res del canvi, decideix fer tot el que pot per a arreglar la situació

### Utena, la noia revolucionària 3: Els tres desigs
En aquest se'ns explica la causa de per què Utena vesteix com un noi, i la seva trobada amb el príncep quan era petita.
Toga decideix reptar a Utena a un duel, tot i que la noia està convençuda que ell és el seu príncep. La noia no sap què fer, perquè vol protegir a Anthy, però no vol lluitar contra el seu príncep. L'amistat entre les dues noies creix cada dia més, i Anthy fins i tot li presenta a Akio, el seu germà gran. Utena accepta el duel contra Toga per a protegir la seua amiga, però l'acaba perdent. Això provoca un daltabaix en la protagonista, que se sent perduda i enganyada.
Anthy troba una estranya figura. Chuchu, jugant amb l'estatueta, trenca un malefici i aquesta li concedeix tres desigs. El seu primer desig és un munt de plàtans, que li són concedits sense problema. El segon desig, en canvi, portarà més problemes a Utena Anthy i els membres del consell: Chuchu desitja ser tan gran com els altres...

### Utena, la noia revolucionària 4
Utena guanya el primer duel i s'emporta l'Anthy.
Utena es posa com a objectiu protegir a Anthy i, per tant, es veu obligada a continuar competint en els duels.
Akio és en realitat la Fi del Món, i decideix seduir a Utena per aconseguir els seus objectius. Tot i l'oposició de Toga i, en secret, d'Anthy, la noia acaba caient a la trampa, i s'enamora d'Akio. Aquest ho aprofita per a fer que ella i Anthy celebrin el ritual mitjançant el qual Utena es converteix en la nova Núvia de la Rosa i dona el poder per a revolucionar el món a Akio.

### Utena, la noia revolucionària 5: La claror de color turquesa
Apareix l'Àkio (el germà de l'Anthy) el qual està interessat també en el poder de l'emblema de la rosa.
Utena s'enamora d'Àkio i aquest l'acaba convertint en la Núvia de la Rosa a través d'un ritual.
Utena descobreix que en realitat Akio és el príncep que la va salvar de petita i tota la història de Deus i la Fi del Món. També descobreix el terrible destí d'Anthy, i l'amistat que sent per la noia, així com l'amor per Deus, l'empenyen a enfrontar-se a Akio per a salvar a la Núvia de la Rosa. És l'hora d l'últim duel per a aconseguir el poder per revolucionar el món.
Arriba a l'acadèmia un noi anomenat Ruka Tsuchiya. Aquest resulta ser un duelista, que estava absent a causa d'una malaltia. Ruka reprèn el seu lloc de capità del club d'esgrima, i agafa a Utena baix la seua tutela, ensenyant-li tot el que sap d'esgrima. Per a recuperar el seu lloc com a capitana, i el seu honor, Juri haurà de reptar a Utena a un combat.

### Utena, la noia revolucionària (especial): L'Emblema de la Rosa Negra
Explica la mateixa història però amb diferents matisos, tant de disseny de personatges com en la mateixa història.
Souji Mikage ha estat seguint els passos d'Utena, ja que desitja el poder dels miracles per a curar la malaltia mortal del noi que estima, Mamiya. Mikage invita a Utena a un seminari al tenebrós edifici de Nemuro, un misteriós lloc on van morir cent estudiants fa molt de temps. En realitat, el que vol Mikage és lluitar contra Utena per a convertir a Mamiya en la nova Núvia de la Rosa.

### Shoujo Kakumei Utena After the Revolution
Saionji i Toga Kiryu coincideixen en una subhasta d'art. Acabada la subhasta en Toga escolta notícies que al soterrani de la torre del president a l'Acadèmia Ohtori s'ha descobert una col·lecció amb nombroses obres d'art i mobiliari que serà exhumat en breu. És així com Roga acaba rebent una invitació per tornar a Ohtori. Allà es troba de nou amb en Saionji i els dos confessen que encara cerquen "La Revolució" que els ha recordat la invitació en forma de carta.
Serà en la visita de nou a l'Acadèmia on descobriran de nou que Akio i Utena segueixen en forma d'esperits apareixent a la torre del secretari de l'acadèmia. Allà hi ha resguardades les obres d'art i una d'elles acabarà sent la que alberga "La Revolució" en forma d'Utena i Anthy ajagudes mirant-se de fit a fit. Akio havia reclòs l'obra d'art de "La Revolució" a la torre però la visita de Toga i Akio que seguiran les ordres de l'aparició d'Utena farà que aquesta obra s'alliberi i entenguin "de què es tracta 'La Revolució'".

## Anime
La sèrie anime va ser produïda per l'estudi japonès d'animació J.C.Staff i fou dirigit per Kunihiko Ikuhara. La sèrie es va emetre per primera vegada del 2 d'abril de 1997 al 24 de desembre de 1997 per TV Tokyo al Japó amb un total de 39 capítols.
Enoki Films va obtenir la llicència americana i va anomenar la sèrie Ursula's Kiss, donant a cada personatge noms anglesos. Tot i que la distribuïdora americana Central Park Media, acabaria optant per utilitzar el títol i noms dels personatges originals. La versió doblada i subtitulada va ser publicada en VHS el 1998 per Central Park Media sota la seva marca Software Sculptors. En total aparegueren un total de quatre publicacions cada una de les quals contenia de tres a quatre episodis. Aquests mateixos episodis foren publicats en format bilingüe en volums DVD el 1999 amb sis o set episodis cada un. Aquests DVDs varen ser coneguts com a Rose Collection. Malgrat que després de la publicació dels primers 13 capítols de VHS a DVD, Central Park Media tingué dificultats per mantenir els 26 capítols i el doblatge va caure en una pausa temporal tot i la popularitat de la sèrie. Després de resoldre tots els entrebancs legals, es van publicar els 26 capítols restants de l'anime en format bilingüe el 2002 i 2003, però la popularitat de la sèrie havia anat decaient a causa del pas dels anys. La sèrie completa seria posada a la venda després en format de tres caixes de DVD.
Amb la completa aturada de Central Park Media i Software Sculptors el 2009, els drets de distribució de la sèrie van acabar en liquidació. A l'Anime Expo de 2010, The Right Stuf International anuncià que havia recuperat la sèrie de televisió d'Utena i que la publicaria de nou en versió remasteritzada el 2011. L'anime és a més sota distribució a Austria per primera vegada per la distribuidora d'anime Hanabee. L'anime també s'emetria pel Viz Media de Neon Alley cap a la fi de 2013.
King Records publicà el 2013 dos pacs de Blu-ray d'Utena al Japó, amb la versió remasteritzada en alta definició.
L'anime consta de 39 capítols repartits en quatre sagues:

### La Saga del Consell d'Estudiants(Seitokai Hen)
En aquesta primera saga es donen a conèixer els personatges principals i es porten a terme els primers duels d'Utena amb els membres del Consell d'Estudiants. Els quals tenen com a objectiu el guanyar a la Núvia de la Rosa (Anthy Himemiya), qui passarà a ser propietat del guanyador/a dels duels. Durant aquest primera part de la història es van formant els enigmes que mantindran l'interès de la trama, a més de donar-se a conèixer els interessos ocults dels personatges, que lluiten contra Utena para aconseguir a Anthy per diferents motius.

### La Saga de la Rosa Negra(Kurobara Hen)
S'introdueix el personatge de Souji Mikage, un noi de gran poder i influència en l'acadèmia. El principal objectiu de Mikage és arravassar a Anthy d'Utena, per la qual cosa genera duels entre determinats alumnes i Utena. El que motiva a aquests nous Dualistes de la Rosa Negra és una gamma de ressentiments i decepcions, dels quals se serveix Mikage. Molts d'aquests dualistes han mantingut alguna relació amb un personatge principal, i obtenen les seves armes dels pits d'aquests així com Utena aconsegueix l'espasa de Déus del pit de Anthy. Així, per exemple, Kosue obté el seu floret del pit de Miki, Shiori treu la seva espasa del pit de Juri, i el "nuvi" de Nanami, més petit que ella, obté d'aquesta els seus dos sabres de diferent grandària. A diferència dels membres del consell i d'Utena, aquests duelistas duen anells de color negre els quals desapareixen al moment que són derrotats. Àkio Ohtori fa la seva primera aparició en aquesta saga.

### La Saga d'Àkio Ohtori(Ōtori Akio Hen)
El personatge d'Àkio Ohtori es fa més present i agafa quasi el paper de protagonista al dirigir directament els duels a través d'en Touga. Es va descobrint la verdadera relació entre Anthy i Àkio, i el perquè dels duels.

### La Saga de la Fi del Món(Mokushiroku Hen)
Utena torna a lluitar per última vegada contra els membres del Consell d'Estudiants. Es revelen finalment les veritables intencions d'Anthy i Àkio, així com els veritables sentiments dels protagonistes i el perquè dels duels.

## Pel·lícula
La pel·lícula d'Utena porta per títol Utena, la noia revolucionària. Apocalipsi adolescent.
L'argument ens parla de com un "jove noi" que després sabem que resulta ser una noia, Utena, arriba de nou a la gran escola Ohtori. Allí coneix una jove molt animada, Wakaba, que s'ofereix a ensenyar-li l'escola, al que accepta. Mentre veuen a Juri i Miki combatent Utena veu algú que li és familiar, Tôga, i va en la seva recerca, arribant a trobar-lo prop d'un roser. Després de la conversa Tôga desapareix i Utena troba un anell que cau de l'interior d'una rosa, i llavors veu al cel com hi ha una enorme plataforma on decideix anar. Allí troba a Anthy Himemiya, una misteriosa noia que cuida les roses, i mentre estan conversant arriba Saiônji Kiôichi, un noi que diu ser el promès d'Anthy. Després de veure el mal tracte que aquest li ofereix a Anthy, Utena decideix defendre-la. Però resulta que aquell anell que ha trobat comporta unes normes arran d'Anthy i uns duels, de manera que decideix posar-se'l, exposant-se així a un duel contra Saiônji. Gràcies a la Núvia de la Rosa, Anthy, Utena guanya el duel i queda així promesa a Himemiya. Això farà veure a les dues moltes noves coses que les portaran a voler fugir d'aquell món de princeses i prínceps.
A finals de 2022 la distribuïdora Jonu Media va anunciar que doblaria la pel·lícula al català durant el primer trimestre de 2023.

## Obra de teatre
Musical - Shōjo Kakumei Utena (ミュージカル・少女革命ウテナ)
- Dates i localització

17 de desembre a 29 de desembre, de 1997 Hakuhinkan Theater, Tokyo
- Equip

Director: Yūji Mitsuya (三ツ矢雄二)
- Repartiment

Utena Tenjou: Yu Daiki (大輝ゆう)
Anthy Himemiya: KaNNa
Touga Kiryuu: Rei Saito (斉藤レイ)
Juri Arisugawa: Sanae Kimura (木村早苗)
Shōjo Kakumei Utena Hell Rebirth Apocalypse: Advent of the Nirvanic Beauty (少女革命ウテナ魔界転生黙示録編～麗人ニルヴァーナ来駕～)
- Companyia de producció

Gesshoku Kagekidan
- Dates i localització

26 de maig a 1 de juny, de 1999 Zamza Asagaya Theater, Tokyo
- Equip

Producer: Kunihiko Ikuhara (幾原邦彦)
Director： Ei Takatori (高取英)
- Repartiment

Utena Tenjou: Megumi Ichinose (一ノ瀬めぐみ)
Anthy Himemiya: Kazuyo Noguchi (野口員代)
Touga Kiryuu: Rei Saito (斉藤レイ)
Nanami Kiryuu: Chieko Misaka (三坂知絵子)
Shōjo Kakumei Utena: Choros Imaginary Living Body (少女革命ウテナ～コロス幻想生命体～)
- Companyia de producció

Fantasy Adventure
- Dates i localització

30 de setembre a 1 d'octubre, de 2000 Amasaki Piccolo Theater Center Hall, Hyōgo
- Repartiment

Utena Tenjou: Mayu Watari (亘まゆ)
Anthy Himemiya: Aki Kaai (可愛あき)
Touga Kiryuu: Kazuki Aoi (葵かずき)
Juri Arisugawa: Shinobu Kiryu (桐生忍)

## Videojoc
El videojoc Quatre dies a Ohtori fou desenvolupat per l'empresa Sega per a la consola Sega Saturn, el videojoc no va ser distribuït fora del Japó. L'argument tracta sobre els capítols 8 i o de l'Anime. Els personatges principals del videojocs són nous respecte de l'anime, la pel·lícula i el Manga. A un dels personatges el nom li ha de posar el mateix jugador del videojoc, a l'altre se la coneix amb el nom de Chigusa Sanjouin.
L'estil del videojoc és de novel·la visual amb grans elements de simulació (bàsicament una aventura gràfica). Els personatges tenen el que s'anomena "Noblesa de cor", punts que indiquen la noblesa i el respecte dels personatges. Aquest indicador pot augmentar o disminuir segons les respostes que donen a les converses, o les reaccions davant de certes escenes. El vencedor dels duels es decideix a través d'aquests punts.

## Banda sonora
La banda sonora de l'anime, composta per by J.A. Seazer, és una de les característiques més memorables. La cançó més identificativa d'Utena és "Zettai Unmei Mokushiroku" (Absolute Destiny Apocalypse), que sempre es fa sonar quan el personatge d'Utena es dirigeix al Colisseu dels Duels. Aquesta cançó, juntament amb les altres que també sonen durant els duels, té un estil de rock coral. La textura del cor és principalment monofònica, encara que existeix certa homofonia en les veus internes del cor. La melodia del cor està escrita en mode eòlic transposada o menys natural. També és interessant dir que la melodia no utilitza un dels principals cinc acords a la cadència que sol ser la norma en mode menor, sinó que utilitza una menor de cinc acords en el seu lloc. Les lletres sovint semblen ser poc més que paraules temàtiques embastades. Mentre que l'equip creatiu de la sèrie no ha ofert cap explicació oficial de la lletra, alguns llocs web de fans s'han atrevit a especular algunes interpretacions interpretacions.
La música de fons no vocal va ser composta per Shinkichi Mitsumune, i és en gran part orquestral, encara que sovint compta amb influències de jazz importants. Una cançó notable és Hikari sasu niwa (en català es traduí per "El jardí lluminós"), una peça per un piano a quatre mans que sona sovint en les escenes nostàlgiques. La seva ubiqüitat en la sèrie fa que sigui icònica i molt valorada. Mitsumune la compongué utilitzant una disposició dels primers vuit cors del dol.
La banda sonora de l'"Adolescència d'Utena" (la pel·lícula) és similar en estil a la sèrie, ja que conté una barreja de peces orquestrals i corals de rock. La pista de Masami Okui, la balada J-pop "Toki ni ai wa" (Algunes vegades l'amor és...), difereixen una mica del so de la sèrie anime, tot i que gaudeixen també de gran popularitat entre els fans.